# Чжан Хао (певец)
Чжан Хао (кит. 章昊, пиньинь Zhāng Hào; кор. 장하오; род. 25 июля 2000 года, Наньпин, Фуцзянь, КНР) — китайский певец, проживающий в Южной Корее и подписавший контракт с Yuehua Entertainment. Он занял первое место в реалити-шоу «Boys Planet» и дебютировал в составе южнокорейского бойз-бэнда Zerobaseone в июле 2023 года. Он стал первым иностранцем, занявшим первое место в южнокорейском шоу на выживание айдолов.

## Ранняя жизнь и образование
Чжан родился 25 июля 2000 года в провинции Фуцзянь, КНР. В январе 2018 года он принял участие в национальном вступительном экзамене в колледж искусств для студентов и занял первое место в своей родной провинции Фуцзянь. Затем он поступил в Фуцзяньский педагогический университет по специальности «Музыкальное образование» и окончил его в 2024 году. Во время учебы он получил сертификат преподавателя музыки для учащихся средней школы. Его музыкальные навыки включают пение и игру на музыкальных инструментах, таких как: скрипка, виолончель, виола и фортепиано. Чжан был трейни 1 год и 3 месяца, прежде чем присоединиться к шоу на выживание «Boys Planet».

## Карьера

### 2022—н.в.: «Boys Planet» и Zerobaseone

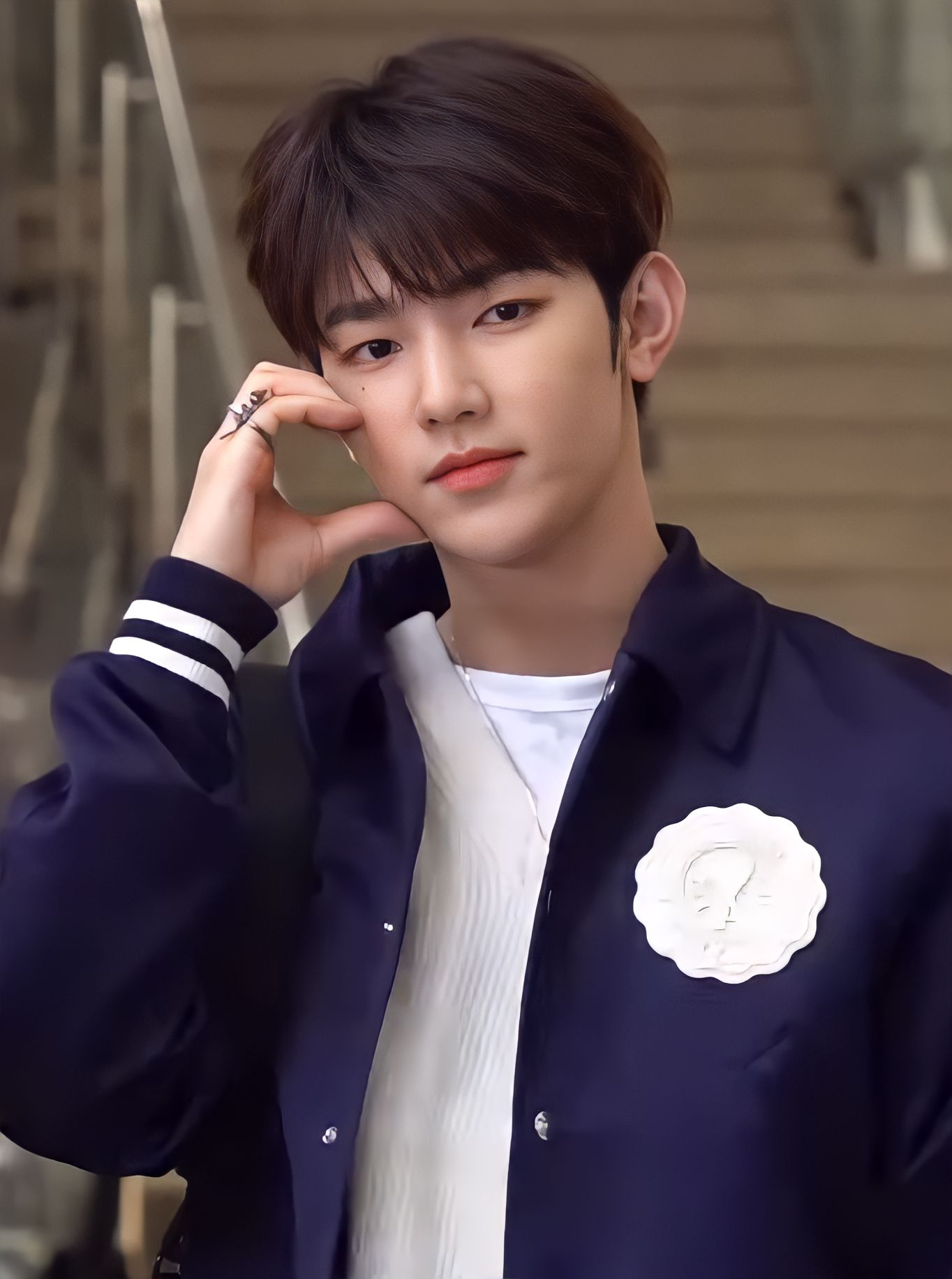
Чжан в мае 2023 года после завершения проекта «Boys Planet»

29 декабря 2022 года Чжан был представлен в качестве участника реалити-шоу «Boys Planet» на канале Mnet и центром G-Group при исполнении «Here I Am» (кор. 난 빛나), заглавной песни «Boys Planet», на шоу «M Countdown», транслируемой на канале Mnet. Шоу выходило в эфир со 2 февраля по 20 апреля 2023 года. Чжан был одним из восьми стажеров, представлявших Yuehua Entertainment, и исполнил песню «Kick It» группы NCT 127 вместе с другими глобальными трейни: Рики, Олли и Брайаном для своей первой звездной оценки на шоу.
20 апреля 2023 года он занял 1-е место на «Boys Planet», дебютировав в качестве участника южнокорейского бойз-бэнда Zerobaseone. 10 июля 2023 года группа официально дебютировала под лейблом WakeOne Entertainment с мини-альбомом Youth in the Shade. Сольный трек Чжана «Always» также был включен в мини-альбом, однако песня была выпущена под именем группы. Позже он исполнил эту песню во время первого мирового турне группы Timeless World.
21 октября 2023 года Чжан исполнил песню «Road» группы g.o.d на скрипке в 405-м эпизоде шоу «Всеведущие братья». В 87-м эпизоде «Lee Mu Jin Service», вышедшем 7 ноября 2023 года, он исполнил на скрипке песню «Dynamite» группы BTS и «Either Way» группы Ive в дуэте с ведущим Ли Му Чжином, игравшим на гитаре. 28 ноября 2023 года он исполнил на скрипке заглавную песню «Boys Planet» «Here I Am» (струнная версия) во время церемонии открытия премии MAMA Awards 2023.
19 января 2024 года Чжан выпустил свой первый оригинальный саундтрек «I Wanna Know» для южнокорейского шоу знакомств «EXchange 3». Песня дебютировала на вершине еженедельного чарта Circle Download в период от 14 до 20 января и заняла 6-е место в ежемесячном чарте Circle Download за январь 2024 года. 1 февраля он исполнил песню на шоу «M Countdown». Позже саундтрек получил награду на 3-й церемонии награждения телепремии «Голубой дракон» в номинации «Популярный саундтрек», а Чжан Хао был отмечен как первый некорейский исполнитель, выигравший на телепремии «Голубой дракон».
26 января 2024 года Чжан дебютировал как сольный артист на обложке журнала L'Officiel China, в выпуске вышедшем в феврале 2024 года, с иллюстрацией под названием «Томная зима Чжан Хао». Он также появился вместе с участником группы Хан Ю Джином на обложке журнала Cosmopolitan Korea в апреле 2024 года и был отмечен как первый иностранный мужчина-модель для обложки журнала.
15 марта Чжан был объявлен ведущим второго дня KCON 2024 в Гонконге вместе с коллегой по группе Сон Ханбином. 
В июне он появился в китайском телешоу «Keep Running» вместе с коллегой по группе Рики.

## Другая деятельность

### Продвижение
В июне 2024 года Чжан Хао был объявлен китайским представителем британского бренда расчесок для волос Tangle Teezer. Сообщалось, что Чжан Хао планирует последовательно внедрять различные материалы бренда в китайском регионе. В июле 2024 года он был объявлен молодежным послом тайского косметического бренда Mistine. Только на второй год его дебюта различные развлекательные СМИ сообщили, что он начал укрепляться в качестве «мирового лидера», представляющего K-pop в 2024 году, и что он активен как «голубая фишка в мире рекламы» независимо от сферы деятельности.
Чжан Хао также украсил обложки нескольких модных журналов, включая Dazed Korea, L'Officiel China, Cosmopolitan Korea, Y, и Madame Figaro China.

## Посол брендов
| Год  | Бренд         | Тип бренда       | Роль                           | Ист.          |
| ---- | ------------- | ---------------- | ------------------------------ | ------------- |
| 2024 | Tangle Teezer | Уход за волосами | Китайский представитель        | [ 50 ] [ 51 ] |
| 2024 | Mistine       | Косметика        | Молодежный посол/представитель | [ 52 ] [ 44 ] |
| 2024 | Kustie        | Личный уход      | Представитель геля для душа    | [ 53 ] [ 54 ] |
| 2024 | Olay          | Уход за кожей    | Посол тонера и эмульсии        | [ 55 ] [ 56 ] |

## Дискография

### Саундтреки
| Название                                                                                | Год  | Наивысшая позиция | Наивысшая позиция | Наивысшая позиция | Альбом                |
| Название                                                                                | Год  | KOR               | JPN Hot           | US World          | Альбом                |
| --------------------------------------------------------------------------------------- | ---- | ----------------- | ----------------- | ----------------- | --------------------- |
| «I Wanna Know»                                                                          | 2024 | 80                | —                 | 9                 | Exchange 3 OST Part 4 |
| "—" означает запись, которая не попала в чарты или не была выпущена на этой территории. |      |                   |                   |                   |                       |

### Другие песни, вошедшие в чарты
| Название | Год  | Наивысшая позиция | Альбом             |
| Название | Год  | KOR Down.         | Альбом             |
| -------- | ---- | ----------------- | ------------------ |
| «Always» | 2023 | 23                | Youth in the Shade |

## Фильмография

### Телешоу
| Год  | Название    | Роль     | Примечание                               | Ист.   |
| ---- | ----------- | -------- | ---------------------------------------- | ------ |
| 2023 | Boys Planet | Участник | Занял первое место в составе Zerobaseone | [ 62 ] |

### Веб-шоу
| Год       | Название            | Роль    | Примечание | Ист.          |
| --------- | ------------------- | ------- | ---------- | ------------- |
| 2023–2024 | HaoHao's Good Times | Ведущий | 8 эпизодов | [ 63 ] [ 64 ] |

### Ведущий
| Год  | Шоу                       | Примечание                                                                | Ист.          |
| ---- | ------------------------- | ------------------------------------------------------------------------- | ------------- |
| 2023 | M Countdown               | Специальный ведущий с Сон Ханбином и Ким Джиуном, 3 августа 2023 года     | [ 65 ] [ 66 ] |
| 2024 | 2024 KCON Hong Kong       | Специальный ведущий (2-й день) с Сон Ханбином                             | [ 67 ]        |
| 2024 | Music Bank                | Специальный ведущий с Хон Ын Чхэ и Jo of Dxmon, 24 мая 2024 года          | [ 68 ] [ 69 ] |
| 2024 | Show! Music Core в Японии | Специальный ведущий 1-го дня с Чхве Минхо и Сок Мэттью, 29 июня 2024 года | [ 70 ]        |

## Награды и номинации
| Награда                     | Год  | Категория                               | Работа                      | Результат | Ист.          |
| --------------------------- | ---- | --------------------------------------- | --------------------------- | --------- | ------------- |
| Телепремия «Голубой дракон» | 2024 | Награда за популярность — саундтрек     | «I Wanna Know» (EXchange 3) | Победа    | [ 31 ] [ 71 ] |
| Circle Chart Music Awards   | 2024 | Viaje Global Popularity Award           | Чжан Хао                    | Победа    | [ 72 ]        |
| K-World Dream Awards        | 2024 | Global U-Pick Choice                    | Чжан Хао                    | Победа    | [ 73 ]        |
| D Awards                    | 2025 | UPICK Global Choice — мужская категория | Чжан Хао                    | Победа    | [ 74 ]        |

### Комментарии
1. ↑  «I Wanna Know» не попал в «Billboard Japan» Hot 100, но достиг 27-го места в чарте component Download Songs.[59]
2. ↑  Запись под псевдонимом Zerobaseone, но это соло в исполнении Чжана.[61]